# 페이샤오퉁

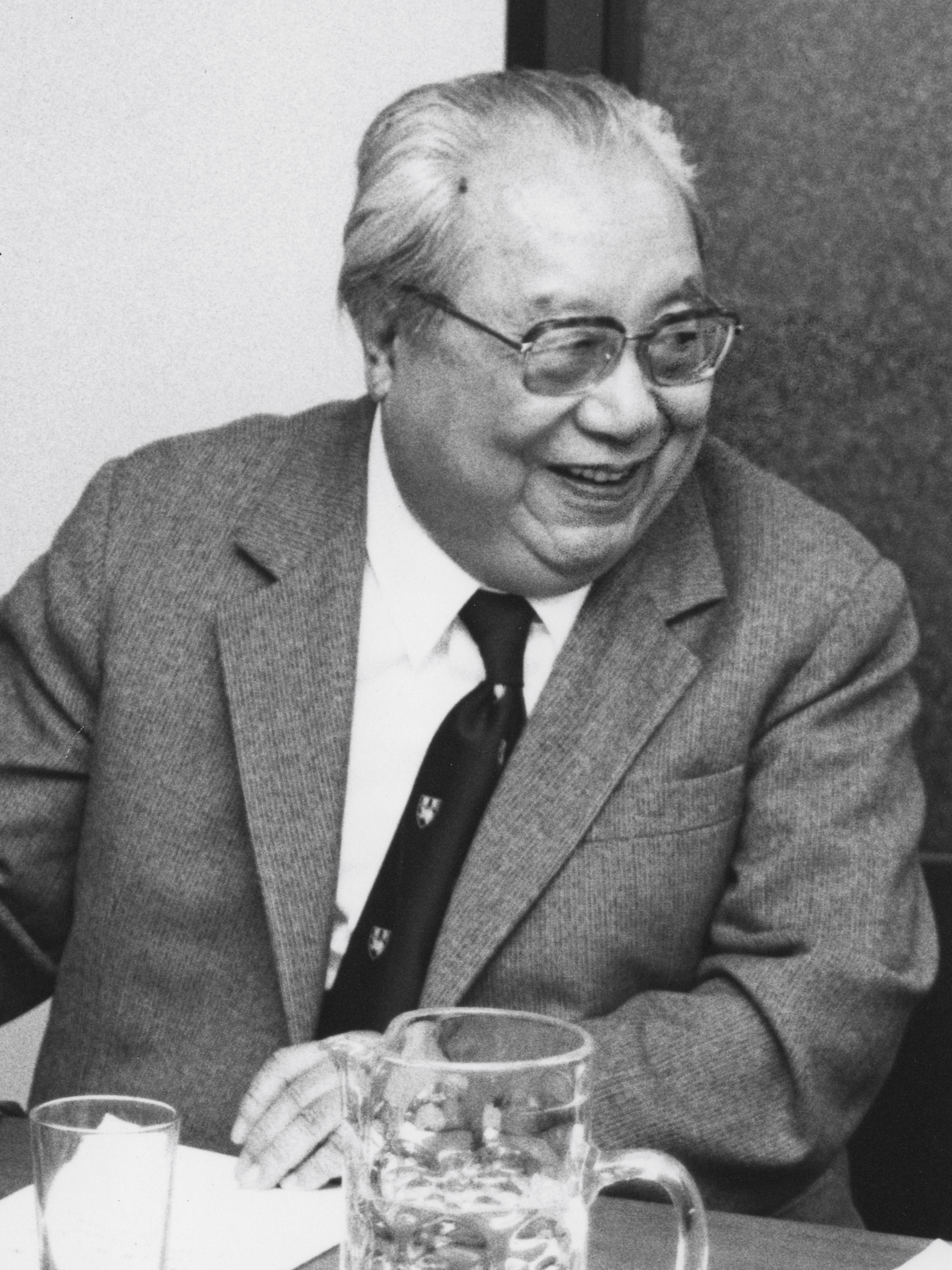

페이샤오퉁(비효통,중국어 간체자: 费孝通, 1910년 11월 2일 ~ 2005년 4월 24일)은 중화민국 대륙 시기, 중화인민공화국의 인류학자, 사회학자로 장쑤성에서 태어났다. 1928년 상하이(上海) 둥우대학(東吳大學) 의예과에 입학했으나 의사의 꿈을 포기하고 1930년 중화민국 베이핑(北平)의 옌징 대학(燕京大學) 사회학과에 들어가 1933년에 졸업하였으며, 우원짜오, 장둥쑨 등에게서 인류학, 논리학 등을 학업하였다. 같은 해 칭화 대학 사회 인류학과 대학원에 입학하였으며, 가문학, 우생학, 지그문트 프로이트, 헨리 해브록 엘리스의 전문가 중 하나로 활동하던 판광단, 그리고 초빙 교수 화이트러시안 시로코고로프(S.M.Shirokogorov)에게 사사하여 1936년에 졸업했다. 1936년에 영국 런던 대학에 유학하여 브로니스와프 말리노프스키의 지도를 받아 1938년 중국 농민 삶 연구(Peasant Life in China)로 박사학위를 받았다. 1939년 윈난 대학(雲南大學)에 부임 후 옌징 대학의 스승 우원짜오와 양교 간 사회인류학 합동연구실 설립에 참여하였고 1944년에는 국립 서남연합대학으로 옮긴 뒤 중국 민주 동맹에 가입해 활동하였으며 1946년에는 국립 칭화 대학 사회학과 교수가 되었다. 또한 중국 민주 동맹의 지도 하에서 칭화 대학의 부총장을 지냈다. 그러나 1952년 중공 정부 하에서는 한국 전쟁 이후로 칭화 대학의 사회학과를 강제로 폐지하였고, 페이샤오퉁은 베이징 중앙민족학원의 부원장직에 있었으나, 1957년 이후는 우징차오, 우쩌린, 우원짜오, 판광단 등 선배 교수들과 함께 우파분자로 비판받아 하방하였다. 개혁개방 이후로 1983년~1988년 중국 정협 부주석, 1987년~1996년 중국 민주 동맹 주석, 1988년~1993년 중국 전인대 부위원장. 2000년에 칭화 대학의 사회학과 재건(再建)에 앞서, 1980년~1990년대 중국 사회과학원, 베이징 대학, 상하이 대학 등에서 사회학과의 신설을 지도했다. 1981년에 영국의 토마스 헉슬리상, 1993년에 일본의 아주 문화상, 1988년에 영국의 브리태니커상 등을 수상했다. <Earthbound China>(1945), <생육제도(生育制度)>(1947), <향토중건(鄕土重建)>(1948), <황권(皇權)과 신권(紳權)>(1948) 등 저작이 있다.

## 같이 보기
- 사회학자 목록